# کلیسای سنت نیکولاس هامبورگ
کلیسای سنت نیکولاس هامبورگ یک کلیسا واقع در شهر هامبورگ، آلمان می‌باشد. ساخت و ساز ساختمان این کلیسا در سال ۱۱۸۹ میلادی شروع شد و شش سال بعد در سال ۱۱۹۵ میلادی به پایان رسید. ارتفاع این کلیسا ۱۴۷ متر است. کلیسای سنت نیکولاس هامبورگ در فاصله سال‌های ۱۸۷۴ میلادی تا ۱۸۷۶ میلادی بلندترین ساختمان جهان محسوب می‌شد. امروزه کماکان این سازه دومین ساختمان بلند در شهر هامبورگ می‌باشد.